# Apium prostratum
Apium prostratum là một loài thực vật có hoa trong họ Hoa tán. Loài này được Labill. ex Vent. mô tả khoa học đầu tiên năm 1804.

## Hình ảnh

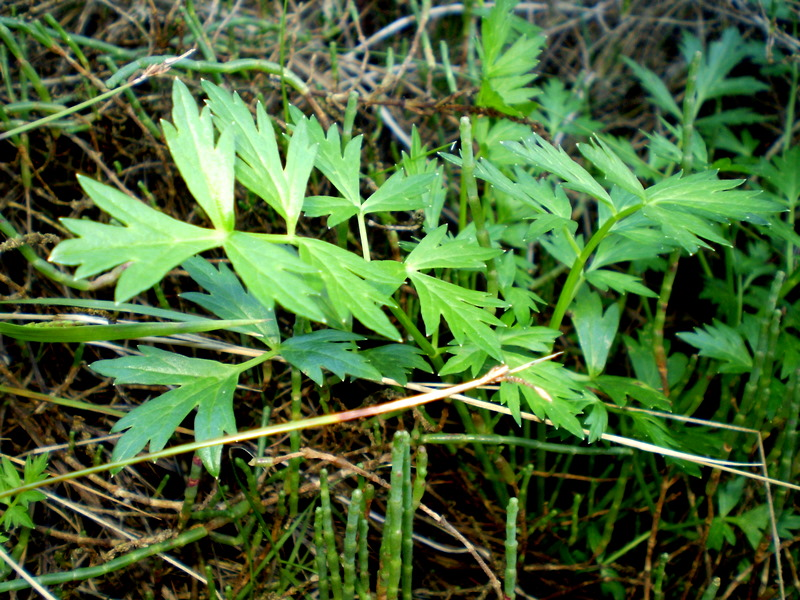
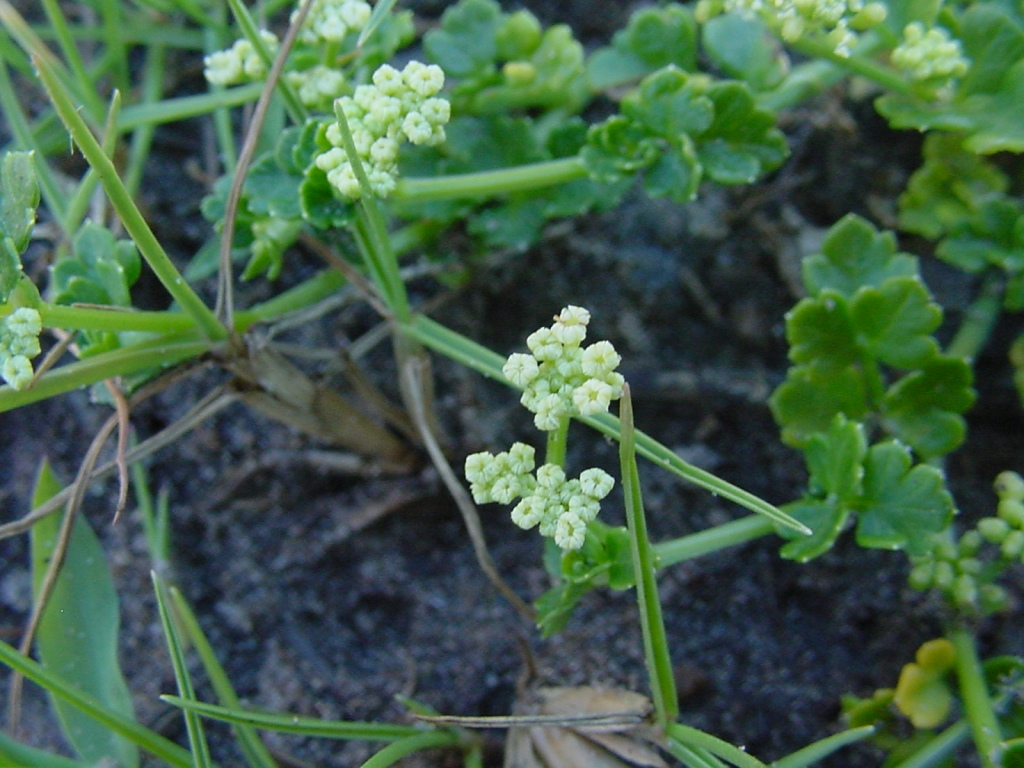